# Eric Gadd

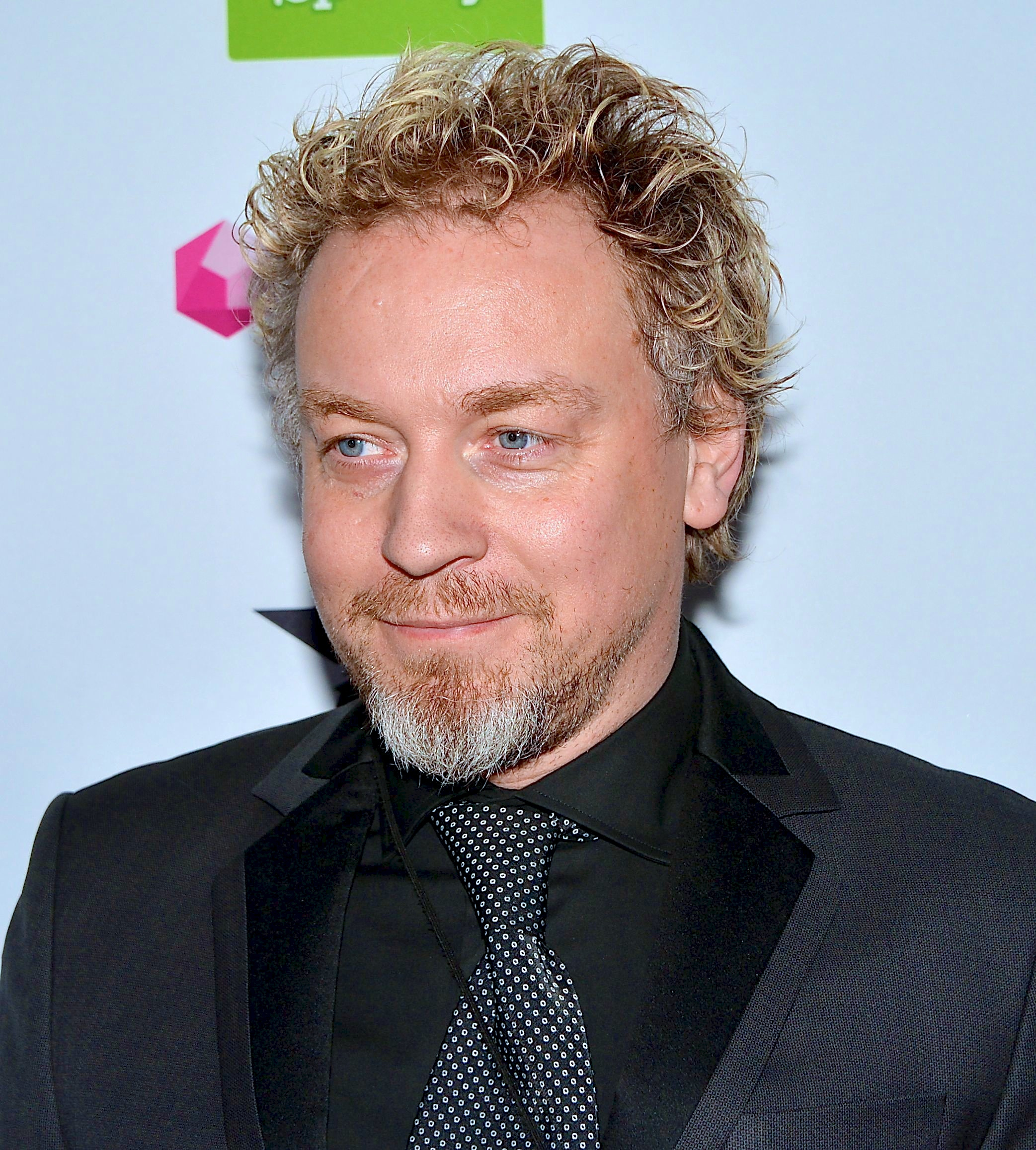
Eric Gadd bei der Grammisgala in Stockholm (2013)

Eric Gadd (bürgerlicher Name: Carl Erik Gudmund Sojdelius; * 31. Juli 1965 in Visby) ist ein schwedischer Sänger und Songschreiber.

## Musik
Eric Gadd begann seine Musikerkarriere 1987 mit dem Album Hello!. Er wurde 1990 und 1997 als bester Künstler und 1992 als bester Komponist mit dem schwedischen Musikpreis Grammis ausgezeichnet.

## Privatleben
Eric Gadd ist mit der schwedischen Sängerin Cornelia Sojdelius (* 1966) verheiratet.

## Diskografie

### Alben
| Jahr | Titel                               | Höchstplatzierung, Gesamtwochen, AuszeichnungChartsChartplatzierungen (Jahr, Titel, Platzierungen, Wochen, Auszeichnungen, Anmerkungen) | Anmerkungen |
| Jahr | Titel                               | SE | Anmerkungen |
| ---- | ----------------------------------- | --- | ----------- |
| 1991 | Do You Believe in Gadd?             | SE2 (13 Wo.)SE |             |
| 1993 | On Display                          | SE1 Gold · (13 Wo.)SE |             |
| 1995 | Floating                            | SE1 Gold · (29 Wo.)SE |             |
| 1997 | The Right Way                       | SE1 Platin · (44 Wo.)SE |             |
| 1998 | Greatest Hits                       | SE— GoldSE |             |
| 1999 | Spirit                              | SE3 Platin · (19 Wo.)SE |             |
| 2002 | Life Support                        | SE9 Gold · (15 Wo.)SE |             |
| 2006 | Eric Gadd                           | SE1 (24 Wo.)SE |             |
| 2006 | Gaddamn – The Ultimate Collection   | SE23 (9 Wo.)SE |             |
| 2008 | Stockholm står kvar, men jag ligger | SE6 (8 Wo.)SE |             |
| 2010 | Rise Up!                            | SE6 (9 Wo.)SE |             |
| 2013 | Fiende eller vän                    | SE34 (1 Wo.)SE |             |

Weitere Alben
- 1987: Hello!
- 1989: Hurra du lever, pang du är död!

### Singles
| Jahr | Titel Album                                        | Höchstplatzierung, Gesamtwochen, AuszeichnungChartsChartplatzierungen (Jahr, Titel, Album, Platzierungen, Wochen, Auszeichnungen, Anmerkungen) | Anmerkungen |
| Jahr | Titel Album                                        | SE | Anmerkungen |
| ---- | -------------------------------------------------- | --- | ----------- |
| 1991 | Do You Believe In Me Do You Believe in Gadd?       | SE7 (5 Wo.)SE |             |
| 1991 | Deadstone Do You Believe in Gadd?                  | SE26 (5 Wo.)SE |             |
| 1993 | Wish I On Display                                  | SE22 (4 Wo.)SE |             |
| 1995 | Why Don’t You, Why Don’t I Floating                | SE16 (4 Wo.)SE |             |
| 1997 | The Right Way                                      | SE16 (11 Wo.)SE |             |
| 1997 | My Personality The Right Way                       | SE25 (6 Wo.)SE |             |
| 1997 | Summer Is Here The Right Way                       | SE50 (3 Wo.)SE |             |
| 1999 | Riding High Spirit                                 | SE21 (5 Wo.)SE |             |
| 2002 | Hold On (Life Support) Life Support                | SE45 (2 Wo.)SE |             |
| 2008 | Tvåhundratusen Stockholm står kvar, men jag ligger | SE5 (7 Wo.)SE |             |
| 2013 | Vi kommer aldrig att förlora Fiende eller vän      | SE45 (1 Wo.)SE |             |

Weitere Singles
- 2006: Meet Me Here

#### Als Gastmusiker
- 2012: De säger (Aleks)